# Forbes Kennedy
Forbes Taylor Kennedy (Dorchester, 18 agosto 1935) è un ex hockeista su ghiaccio canadese che nel corso della carriera ha giocato nella National Hockey League.

## Carriera
Kennedy, nato nel Nuovo Brunswick ma cresciuto nell'Isola del Principe Edoardo, iniziò a giocare a hockey su ghiaccio nonostante la sua taglia minuta dimostrando subito grandi doti agonistiche. Dopo tre stagioni trascorse con i Canadien junior de Montréal nella QJHL nel 1956 debuttò fra i professionisti esordendo in National Hockey League nella stagione 1956-1957 con la maglia dei Chicago Blackhawks
Dopo una sola stagione fu coinvolto in uno scambio di giocatori e si trasferì ai Detroit Red Wings dove rimase titolare per le tre stagioni successive. Verso il 1960 perse il posto in prima squadra e iniziò a giocare per le formazioni delle leghe minori farm team dei Red Wings come gli Edmonton Flyers e gli Spokane Comets in Western Hockey League e gli Hershey Bears. Nel dicembre del 1962 Kennedy ritrovò la NHL dopo il trasferimento ai Boston Bruins, squadra allora in difficoltà.
Kennedy giocò a Boston per quattro stagioni oltre a un altro prestito in WHL con i San Francisco Seals. Nell'estate del 1967, rimasto senza contratto, fu scelto durante l'NHL Expansion Draft dai Philadelphia Flyers, una delle sei nuove franchigie iscritte alla National Hockey League. Con i Flyers ritrovò ancora un posto da titolare in NHL e dopo dieci stagioni nel 1968 tornò a disputare i playoff della Stanley Cup.
Nella primavera del 1969 fu ingaggiato dai Toronto Maple Leafs ma subito nella prima partita dei playoff contro i Boston Bruins fu coinvolto in un grave incidente. Nel corso di una grave rissa infatti Kennedy diede un pugno a un linesman e fu squalificato per quattro giornate oltre a una multa di 1000 dollari. Quella fu anche la sua ultima partita in NHL  a causa di un intervento al ginocchio che nel 1970 lo costrinse al ritiro.

## Palmarès

### Club
- Calder Cup: 1

Buffalo: 1969-1970
- Adams Cup: 1

Omaha: 1969-1970